# لوثار كولاتز
ازداد لوثار كولاتز في السادس من يوليوز عام 1910 وتوفي في السادس و العشرين من شتنبر عام 1990 في فارنا في بلغاريا. هو عالم رياضيات ألماني. في عام 1937، وضع حدسيته المشهورة والمعروفة باسم حدسية كولاتز والتي ما تزال مستعصية على الحلحلة.